# Группа Фишера
Группы Фишера — это три спорадические группы Fi22, Fi23 и Fi24, введённые немецким математиком Берндом Фишером.

## Группа 3-перестановок
Группы Фишера названы именем Бернда Фишера, открывшего группы, когда он исследовал группы 3-перестановок. 
Это группы G со следующими свойствами:
- G генерируется классами сопряжённости элементов порядка 2, названными «перестановками Фишера» или 3-перестановками[англ.].
- Произведение любых двух различных перестановок имеет порядок 2 или 3.

Типичным примером группы 3-перестановки служит симметрическая группа. Симметрическая группа Sn может быть сгенерирована n − 1 перестановкой — (12), (23), ..., (n − 1, n).
Фишер смог классифицировать группы 3-перестановок, удовлетворяющих определённым дополнительным условиям. Группы, которые он обнаружил, распадаются большей частью на некоторые бесконечные классы (кроме симметрических групп, сюда входят некоторые классы симплектических групп, унитарная и ортогональная группы), а также нашёл 3 очень большие новые группы. Эти группы обычно обозначаются как Fi22, Fi23 и Fi24. Первые две из них являются простыми группами, а третья содержит простую группу Fi24′ с индексом 2.
Отправной точкой для групп Фишера является унитарная группа PSU6(2), которую можно рассматривать как группу Fi21 в серии групп Фишера. Эта группа имеет порядок 9.196.830.720 = 215⋅36⋅5⋅7⋅11. Фактически, двойное покрытие 2.PSU6(2) становится подгруппой новой группы. Она является стабилизатором  одной вершины в графе с 3510 (= 2⋅33⋅5⋅13) вершинами. Эти вершины определяются как сопряжённые  3-перестановки в группе симметрии Fi22 графа.
Группы Фишера названы по аналогии с большими группами Матьё. В Fi22 максимальное множество 3-перестановок, коммутирующих друг с другом, имеет размер 22 и называется базисным множеством. Существует 1024 3-перестановки, называемых анабазисом, которые не коммутируют с любой перестановкой в выбранном базисном множестве. Любая перестановка из оставшихся 2364 перестановок, называемых шестивалентными, коммутирует с 6 базисными перестановками. Наборы из 6 перестановок образуют систему Штейнера S(3,6,22), группа симметрии которой — M22. Базовое множество генерирует абелеву группу порядка 210, которая расширяется в Fi22 в подгруппу 210:M22.
Следующая группа Фишера получается из 2.Fi22 как одноточечного стабилизатора графа с 31671 (= 34⋅17⋅23) вершинами при интерпретации вершин как 3-перестановок в группе Fi23. 3-перестановки имеют базовые множества размером 23, при этом 7 перестановок коммутируют с заданной внешней 3-перестановкой.
Следующая группа берёт Fi23 как одноточечный стабилизатор графа с 306936 (= 23⋅33⋅72⋅29) вершинами, чтобы образовать Fi24. 3-Перестановки  имеют базовые множества размером 24, при этом 8 перестановок среди 24 коммутируют с заданной внешней 3-перестановкой. Группа Fi24 не является простой, но её дочерняя подгруппа имеет индекс 2 и является спорадической простой группой.

## Обозначение
Нет единого обозначения этих групп. Некоторые авторы используют F вместо Fi (F22, например).
Фишер использовал обозначения M(22), M(23) и M(24)′, чем подчёркивал их тесную связь с тремя наибольшими группами Матьё M22, M23 и M24.
Один из источников путаницы — Fi24. Это обозначение иногда используется для обозначения простой группы Fi24′, а иногда — для полной группы 3-перестановок (вдвое большей).

## Обобщённый Чудовищный вздор
Конвей и Нортон предложили в 1979 статью, в которой утверждается, что гипотеза чудовищного вздора не ограничивается группой «Монстр» и что похожие явления найдены для других групп. Ларисса Квин и другие обнаружили, что можно построить расширение многих Hauptmoduln (главных модулей) из простых комбинаций размерностей спорадических групп.